# Pârâul Furciturii
Pârâul Furciturii sau Râul Furcituri este un curs de apă, afluent al râului Izvoru Muntelui. 

## Hărți
- Harta Munții Ceahlău  Arhivat în 28 iunie 2008, la Wayback Machine.